# إفثيميوس رينتزياس
إفثيميوس رينتزياس (باليونانية: Ευθύμης Ρεντζιάς)‏ مواليد 11 يناير 1976 في تريكالا، هو لاعب كرة سلة يوناني معتزل بدأ مسيرته الاحترافية في سنة 1993. تم اختياره من قبل فريق دنفر ناغتس خلال الدرافت. يبلغ طوله 6 قدم 11 بوصة (2.1 م). مثّل منتخب بلاده. شارك في دورة الألعاب الأولمبية الصيفية سنة 1996. اعتزل اللعب في 2005.

## المسيرة الاحترافية
لعب مع نادي برشلونة لكرة السلة في الدوري الإسباني من سنة 1997 إلى 2002، ثم لعب مع فيلادلفيا سفنتي سيكسرز في موسم 2002–2003، ثم لعب مع منز سانا 1871 باسكت في موسم 2004–2005، ثم لعب مع نادي بلد الوليد لكرة السلة في الدوري الإسباني في سنة 2005.

## روابط خارجية
- إفثيميوس رينتزياس على موقع الاتحاد الدولي لكرة السلة (الإنجليزية)
- إفثيميوس رينتزياس على موقع الدوري الأوروبي لكرة السلة (الإنجليزية)
- إفثيميوس رينتزياس على موقع سبورتس رفرنس (الإنجليزية)
- إفثيميوس رينتزياس على موقع الدوري الإسباني لكرة السلة (الإسبانية)
- إفثيميوس رينتزياس على موقع كرة السلة الأوروبية.كوم (الإنجليزية)
- إفثيميوس رينتزياس على موقع ريلجم (الإنجليزية)
- إفثيميوس رينتزياس على موقع بروبوليرز (الإنجليزية)
- إفثيميوس رينتزياس على موقع سبورتس رفرنس (الإنجليزية)
- إفثيميوس رينتزياس على موقع أوليمبيديا (الإنجليزية)